# Бородастик цейлонський
Бородастик цейлонський (Psilopogon zeylanicus) — вид дятлоподібних птахів родини бородастикових (Megalaimidae).

## Поширення
Вид поширений в Південній Азії (Індія, Шрі-Ланка, південь Непалу). Населяє тропічні та субтропічні вологі широколисті ліси.

## Опис
Птах середнього розміру, завдовжки 25-28 см, вагою 108—140 г. Голова світло-коричневого кольору з білуватими смугами, а великі чорні очі оточені товстим жовтим кільцем. Коричневий колір зникає за потилицею; шия і спина зелені. Плечі також зелені з маленькими білими крапками. Хвіст зелений, живіт світло-зелений, горло і груди коричневі з білими смужками. Дзьоб міцний, довгий, світло-червоного кольору, під час шлюбного періоду стає світло-помаранчевим. Біля основи дзьоба є невеликі сіруваті пір'я, схожі на щетину. Ноги жовті.

## Спосіб життя
Птах трапляється парами або невеликими сімейними групами. Вночі відпочиває у дуплі, яке сам видовбує у дереві. Під час гніздування це дупло він використовує для облаштування гнізда. Харчується ягодами, фруктами та членистоногими. Гніздовий сезон триває з лютого по жовтень. У кладці 2-4 яєць. Насиджують та годують пташенят обидва батьки.